# Frederico Barata
Frederico Lopes Freire Barata (Manaus, 31 août 1900 - Rio de Janeiro, 7 mai 1962) est un journaliste et critique d'art brésilien.

## Histoire
Diplômé du Liceu Paraense Paes de Carvalho de la ville de Belém do Pará, il s'installe dans la capitale Rio de Janeiro en 1920. Il travaille dans les rédactions des journaux O Brasil et O Jornal . En 1928, avec son collègue journaliste Carlos Malheiro Dias, il contribue à la création du magazine O Cruzeiro . Il commence à diriger le journal Diário de Notícias à Porto Alegre à partir de 1934. Il travaille ensuite A Província do Pará, lié à Diários Associados.
Parmi ses travaux figurent la biographie d'Eliseu Visconti, publiée dans le livre Eliseu Visconti e seu tempo en 1944, ainsi que Uma análise estilística da cerâmica de Santarém, publié par le Ministère de l'Éducation et de la Santé en 1953.
Il est aussi responsable pour une importante collection d'art amazonien, aujourd'hui présenté au musée Emilio Goeldi.